# Лучанский, Александр Семёнович
Алекса́ндр Семёнович Луча́нский (укр. Олександр Семенович Лучанський; 24 октября 1922 — 31 августа 1990) — советский и украинский врач, участник Великой Отечественной войны. Заслуженный врач Украины, главный врач Херсонской городской больницы им. Лучанского.

## Ранние годы
Родился 24 октября 1922 год в Херсоне. Получил среднее образование в фабрично-заводской семилетней школе № 42, приписанной к морскому порту, позже ставшей первой в Херсоне средней школой № 14 имени 15-й Стрелковой Сивашской дивизии.
В 1940 году был мобилизован в Красную Армию, став курсантом артиллерийского училища. Был тяжело ранен. После двух месяцев госпиталя вернулся на фронт.
Был демобилизован в 1946 году. Обучался на философском факультете Херсонского учительского института, но позже покинул учебное заведение, поступив в Одесский медицинский институт. С отличием закончил обучение.

## Врачебная деятельность
После окончания института работал главным врачом Бериславской районной больницы, позже был переведен на должность главного санитарного врача Херсона. В 1958 году было начато строительство Херсонской городской больницы № 4, главным врачом был назначен Лучанский.
Под руководством Лучанского на территории больницы были возведены:
- 1959 год – первый корпус (роддом);
- 1960 год – второй корпус (детское отделение);
- 1964 год – шестиэтажный корпус стационара;
- 1971 год – корпус поликлиники № 1;
- 1979 год – корпус нового роддома;
- 1984 год – корпус новой детской поликлиники.

Умер в 1990 году.

## Память
В 1999 году Херсонская городская больница, в которой Александр Лучанский проработал более 30 лет, была названа в его честь, также была установлена соответствующая мемориальная доска на главном корпусе медицинского учреждения.